# Bridgewater (villa)
Bridgewater es una villa ubicada en el condado de Oneida en el estado estadounidense de Nueva York. En el año censo de los Estados Unidos de 2000 tenía una población de 579 habitantes y una densidad poblacional de 365 personas por km².

## Geografía
Bridgewater se encuentra ubicada en las coordenadas 43°52′45″N 75°15′2″O / 43.87917, -75.25056.

## Demografía
Según la Oficina del Censo en 2000 los ingresos medios por hogar en la localidad eran de $27,788, y los ingresos medios por familia eran $28,409. Los hombres tenían unos ingresos medios de $23,125 frente a los $21,071 para las mujeres. La renta per cápita para la localidad era de $12,995. Alrededor del 12.6% de la población estaban por debajo del umbral de pobreza.